# (6476) 1987 VT
(6476) 1987 VT es un asteroide perteneciente al cinturón de asteroides, descubierto el 15 de noviembre de 1987 por Zdeňka Vávrová desde el Observatorio Kleť, České Budějovice, República Checa.

## Designación y nombre
Designado provisionalmente como 1987 VT.

## Características orbitales
1987 VT está situado a una distancia media del Sol de 2,784 ua, pudiendo alejarse hasta 3,278 ua y acercarse hasta 2,291 ua. Su excentricidad es 0,177 y la inclinación orbital 17,629 grados. Emplea 1696,92 días en completar una órbita alrededor del Sol.
Pertenece a la familia de asteroides de (729) Watsonia.

## Características físicas
La magnitud absoluta de 1987 VT es 12,11. Tiene 14,240 km de diámetro y su albedo se estima en 0,178.